# Società d'incoraggiamento d'arti e mestieri
La Società d'Incoraggiamento d'Arti e Mestieri (nota anche come SIAM1838 e SIAM) è un ente morale senza scopo di lucro fondato il 7 agosto del 1838 a Milano da esponenti degli ambienti culturali ed economici della Lombardia vicini alla camera di commercio con il fine di sostenere le competenze tecniche del personale delle manifatture che in quel periodo stavano nascendo nell'area lombarda.

## Storia
Il 7 Agosto del 1838 la camera di commercio di Milano riunì i più importanti commercianti e industriali milanesi, con lo scopo di creare un'istituzione capace di promuovere "l'incamminato progresso delle arti e de' mestieri in Milano": nasce così la Cassa d'Incoraggiamento d'Arti e Mestieri, un fondo per la distribuzione di riconoscimenti e sovvenzioni ad artigiani, operai e operatori economici che introducono pratiche innovative nei processi produttivi, sotto la guida di Enrico Mylius. 
La cassa diverrà Società d'Incoraggiamento d'Arti e Mestieri nel 1841, guidata dal convincimento che "il miglior modo di favorire l'industria è quello di illuminarla con l'istruzione", e si costituisce come ente di formazione per favorire il perfezionamento tecnico della manifattura .
Con l'arrivo di Antonio de Kramer si intensificano le attività di divulgazione culturale con i Seminari di Chimica Industriale, i corsi di Fisica, Geometria e Meccanica. Nasce anche la prima scuola professionale di Tessitura Serica guidata da Angelo Piazza. 
Nel 1845 Carlo Cattaneo divenne relatore della Società, apportando un contributo inestimabile al suo sviluppo e continuando il progetto di rinnovamento della cultura scientifica che altri personaggi di spicco avevano iniziato; per citarne alcuni, De Kramer, Sarti, Magrini, Curioni e Balsamo Crivelli.
(Carlo Cattaneo)
In quegli stessi anni iniziano i corsi di Fisica industriale, di Geometria meccanica e di Tessitura serica; poco dopo è costituita la Scuola di Meccanica. 
Da questo contesto nel 1863 nasce l'Istituto Tecnico Superiore, che diventerà poi il Politecnico di Milano. Se fino ad allora la Società si era occupata sia dell'istruzione degli operai sia di quella più elevata, dopo la nascita del Politecnico si decise che era la formazione della classe operaia che doveva essere potenziata, lasciando al Politecnico l'alta formazione universitaria.
Nel 1881 la SIAM1838 sostiene inoltre l'organizzazione della Esposizione Nazionale, manifestazione che successivamente si trasformerà nella fiera di Milano. 
Nel 1925 la Società fonda la Scuola tecnica operaia superiore, la prima scuola serale di grado superiore in Italia. Dopo la Seconda Guerra Mondiale, negli anni della ricostruzione, la Società diventa l'ente di formazione per eccellenza di tutti i giovani milanesi che aspiravano a una qualifica tecnica. 
In questi anni la Società inizia ad essere conosciuta come le Scuole di Santa Marta per la varietà di corsi tecnici a catalogo: la Scuola di Disegno Meccanico, la Scuola di Tecnologie Meccaniche Superiori, l'Istituto Tecnico Industriale Serale "E.Conti" che preparava alla professione di perito industriale, la Scuola-laboratorio di Elettrotecnica, la Scuola-laboratorio di tessitura che dal 1948 si trasferì nella stazione sperimentale per le fibre tessili del Politecnico, la Scuola di Chimica Industriale e la Scuola Agraria "Ponti". 
Da allora la Società d'Incoraggiamento d'Arti e Mestieri conserva e opera nell'ottica di uno sviluppo in funzione del progresso e dell'incivilimento, guadagnando una visione nuova e di ampio raggio che coinvolge anche e soprattutto i ceti meno abbienti nella costruzione di una società operosa e meritocratica, cosciente delle proprie risorse.

## Oggi
Negli anni più recenti la Società ha dato crescente spazio ad insegnamenti concernenti la ICT: nel 1994 nasce un corso di telematica e reti di personal computer; nel 1996 iniziano un corso su Internet ed uno sul
linguaggio C; nel 1997 si tiene un primo corso di Editoria elettronica. Nel 2005 la SIAM sigla due protocolli d'intesa con la
Associazione italiana per l'informatica ed il calcolo automatico e con l'Ufficio scolastico regionale della Lombardia per l'avvio di due progetti triennali coordinati.
- Il primo concerne le certificazioni di competenze informatiche (v.a. EUCIP): La cultura delle certificazioni nel pluralismo delle soluzioni informatiche.
- Il secondo è finalizzato al sostegno di computer dotati di open source software per le scuole: Banco del Computer G. Arcudi per le scuole lombarde.

La SIAM oggi è un ente accreditato presso la Regione Lombardia per l'erogazione di corsi di formazione professionale e attività di orientamento, ricoprendo un ruolo primario nell'ambito dei Poli Tecnici Professionali nel settore dell'informatica e dell'innovazione digitale formando e accompagnando al lavoro giovani tecnici con specializzazioni non contemplate nel sistema di istruzione italiano. La SIAM tutela con impegno l'Artigianato italiano, proponendo soluzioni innovative e percorribili tese a garantire un nuovo valore a professionalità tradizionali, ancora utili e da non disperdere, grazie all'apprendimento e allo sviluppo di nuove frontiere tecnologiche. 
Nel 2015 La SIAM è il primo ente di formazione in Italia a dotarsi di un Fab lab interno, il siamLAB, un laboratorio di fabbricazione digitale aperto al pubblico.

## Palazzo storico e patrimonio artistico

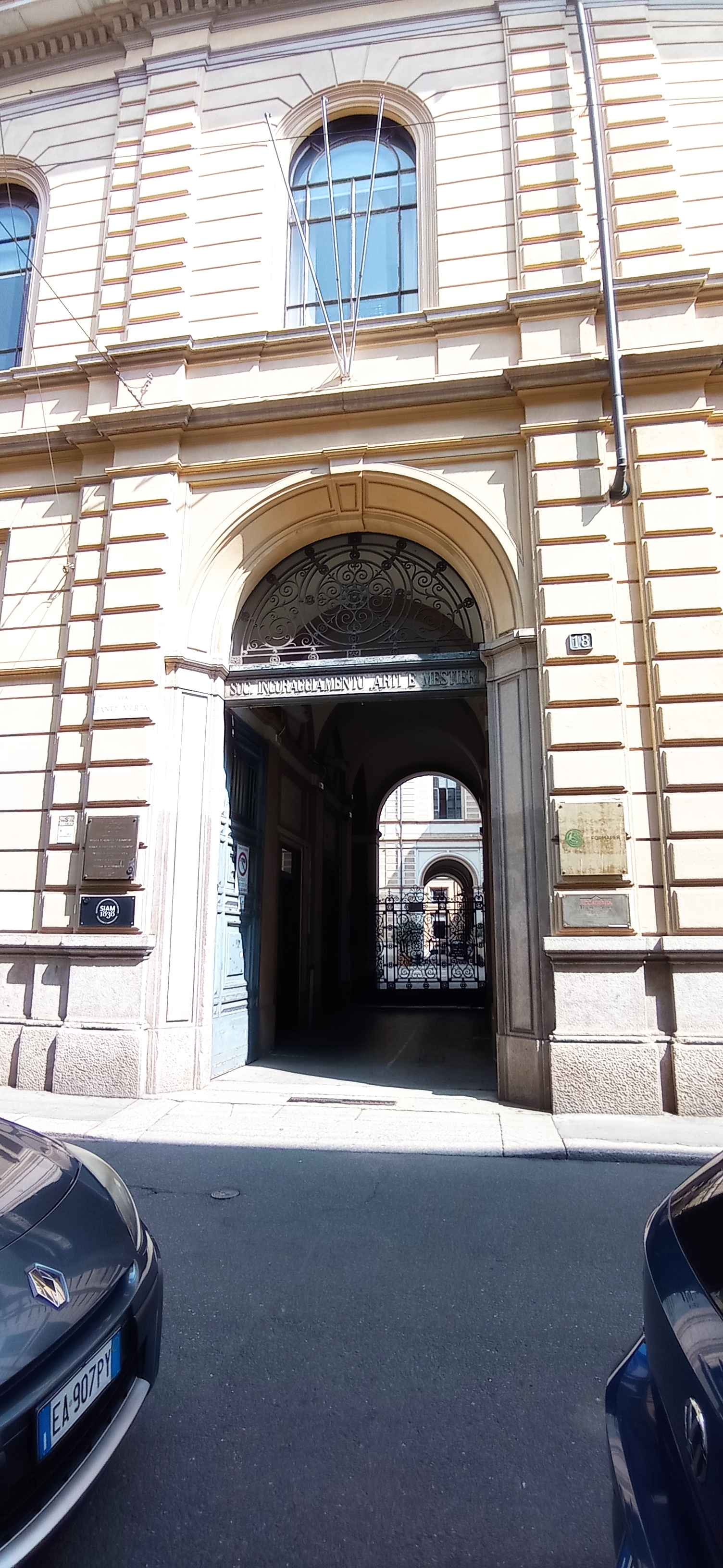
Via Santa Marta, la sede storica della Società

La Società d'Incoraggiamento d'Arti e Mestieri ha sede in via Santa Marta 18 a Milano dal 1889.
Il palazzo, progettato dall'architetto Francesco Pestagalli, riporta formalmente allo stile neobramantesco, diffuso nell'ambito dello storicismo lombardo della seconda metà dell'Ottocento. La sua struttura fu pensata in funzione delle specifiche attività didattiche: numerose e capienti aule, laboratori, uffici.
Tra gli spazi di maggior rilievo storico c'è la Biblioteca, istituita poco dopo la nascita della Società e che conserva attualmente più di 6.000 volumi pubblicati dal 1534 ai giorni nostri.
Si tratta di un patrimonio librario di grande valore costruito a partire dal 1843, quando i membri del Consiglio Direttivo decidono di istituire un cospicuo fondo per l'acquisto di opere periodiche, di altri giornali e di “libri utili”, riguardanti ogni ramo dell'industria tecnica e dell'economia pubblica, periodici di scienza, arti e agricoltura, ingegneria, meccanica, fisica, chimica idraulica. In seguito, la dotazione libraria si arricchisce di abbonamenti a riviste internazionali (tra i più famosi dell'epoca, i Bulletin de la Societé Industrielle de Mulhouse, gli Annali Universali di Statistica, lo Spettatore Industriale, per fare alcuni esempi); è conservata al suo interno anche la collezione degli Atti della Società che ne documentano l'attività dalla fondazione ad oggi.
Tra i volumi di maggior pregio, la Biblioteca vanta una copia (restaurata nel 2000) completa e originale dell'Edizione di Lucca 1758 – 1776 dell'Encyclopédie Ou dictionnaire raisonnè des Sciences, des Arts et des Metiers di Denis Diderot e Jean Baptiste Le Rond d'Alembert e una copia completa della Description des Arts et Métiers di Henri Louis Duhamel du Monceau (1761 – 1779). 
Altro luogo importante, che ripercorre i valori e la storia della SIAM, è la Galleria dei Benefattori, un corridoio che accoglie numerose statue e targhe che celebrano le più illustri personalità collegate alla Società.  
Tra le opere si trovano lavori di artisti quali Salvatore Pisani (tra le sue opere si distinguono alcune delle statue delle guglie del Duomo di Milano, autore dei bassorilievi della cappella funebre di Francesco Hayez), Francesco Confalonieri (autore del Pio IX in Sant'Ambrogio, Milano), Luigi Secchi (scultore del bassorilievo di Umberto I all'entrata del Castello Sforzesco e del busto di Mons. Antonio Ceriani all'Accademia di Brera a Milano) e ancora Attilio Strada, Metello Motelli, Fausta Vittoria Mencarini e tanti altri. L'opera di più alto valore storico-artistico presente nella Galleria è il Monumento ai padri fondatori della SIAM Antonio De Kramer ed Enrico Mylius, gruppo marmoreo realizzato da Pietro Magni nel 1860. 

### Collezione scientifica
La collezione scientifica della Società d'Incoraggiamento d'Arti e Mestieri ricostruisce i passi fondamentali dell'evoluzione della cultura scientifica e tecnologica di Milano nel corso degli ultimi due secoli attraverso strumenti, ormai preziosi, utilizzati per la didattica nel corso degli anni. La collezione scientifica comprende tra glia altri un elettrometro con gabbia di Faraday, un galvanometro balistico tipo Nobili, un rocchetto di induzione Rumkorff con interruttore vibrante, un condensatore Aepinus ad armature mobili, un banco dimostrativo per esperienza sul campo magnetico utente secondo il modello di Galileo Ferraris, un oscillatore di Augusto Righi ed un ponte di Murray. La collezione comprende anche una raccolta quasi completa di home computer, tutti funzionanti: dai primi Olivetti allo Spectrum al Commodore 22 e al Commodore 45, oltre a numerosi strumenti apparecchiature impiegati dell'insegnamento della Chimica che ha rappresentato uno dei settori formativi d'eccellenza nella storia della Società.